# Джерри-островитянин
«Джерри-островитянин» (англ. Jerry of the Islands) — повесть американского писателя Джека Лондона. Героем повести является кобель породы ирландский терьер Джерри, который был братом кобеля по кличке Майкл — героя другой повести Джека Лондона «Майкл, брат Джерри».

## Контекст повести
Повесть «Джерри-островитянин» была издана в 1917 году и является одним из последних сочинений Джека Лондона. Действие романа разворачивается на острове Малаита, входящем в архипелаг Соломоновы острова, которые в 1893 году стали протекторатом Великобритании.
В предисловии Джек Лондон сообщает о судне «Минота», на котором он путешествовал. Это судно потерпело крушение у Соломоновых островов. Джек Лондон упоминает о капитане Келларе судна «Евгения», который спас Джека Лондона после кораблекрушения. Писатель сообщает о смерти Келлара, погибшего от рук аборигенов и упоминает о письме, которое он получил от верховного комиссара британских Соломоновых островов К. М. Вудфорда. В этом письме верховный комиссар пишет о карательной операции на соседний остров. Второй целью этой операции был поиск останков погибших общих друзей Джека Лондона и К. М. Вудфорда.
Во время плавания на «Миноте» Джек Лондон и его супруга обнаружили на борту корабля собаку породы ирландский терьер по кличке Пегги. Супруги так привязались к Пегги, что после крушения корабля жена Джека Лондона украла эту собаку:

"… приключения собаки — героя моего романа — являются подлинными приключениями.. Когда я с женой отплыл на «Миноте», мы нашли на борту очаровательного щенка, охотника за неграми; то была такая же гладкошёрстная собака, как и Джерри, а звали её Пеги… Миссис Лондон и я так к ней привязались, что миссис Лондон после крушения «Миноты» сознательно и бесстыдно украла её у шкипера «Миноты»….Мне остаётся прибавить, что Пеги, как и Джерри, родилась у лагуны Мериндж на плантации Мериндж, находящейся на острове Изабелла ".

## Сюжет

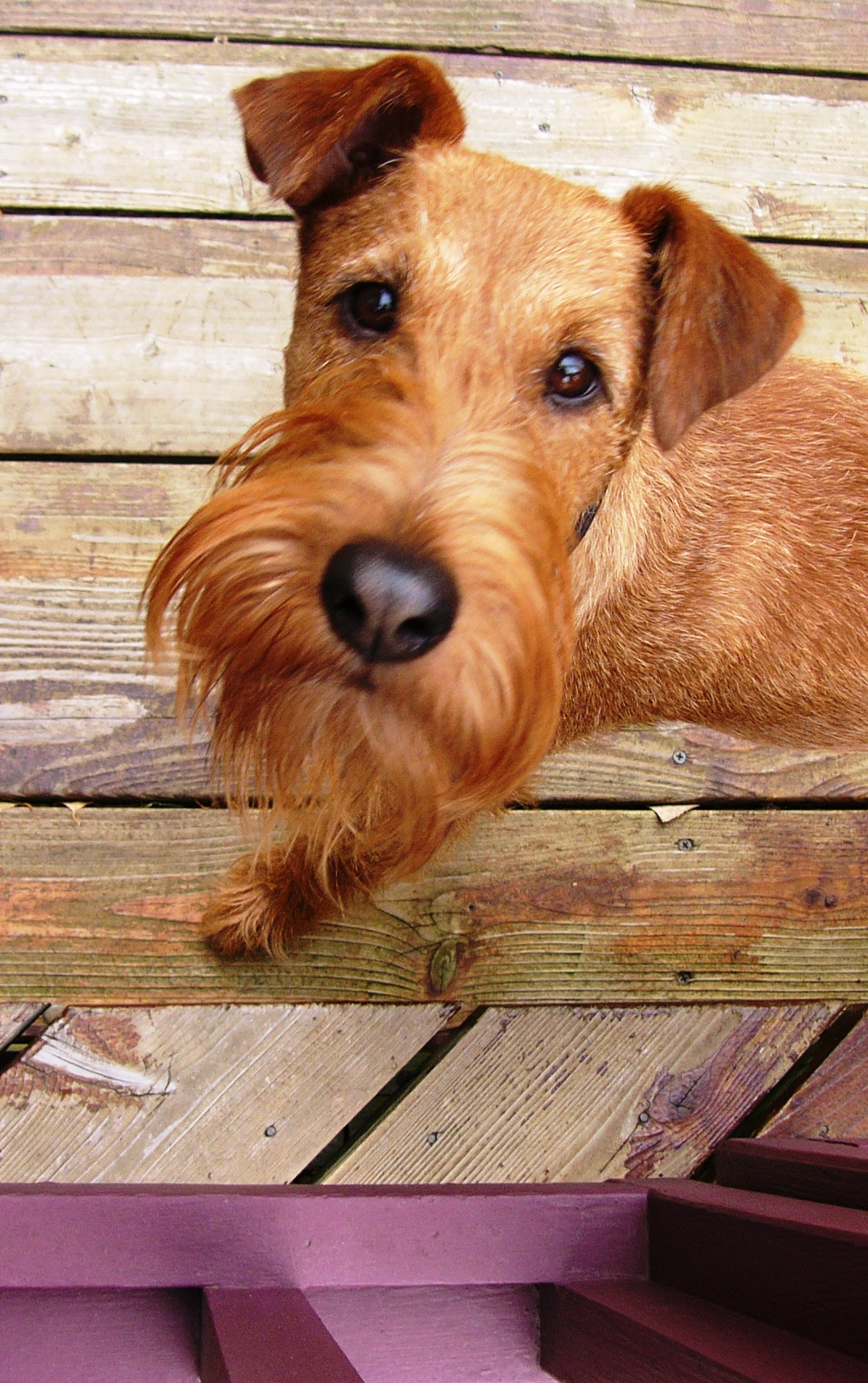
Порода ирландский терьер

Джерри родился на острове Санта-Исабель, входящем в архипелаг Соломоновы острова. Хозяином Джерри является мистер Хаггин, который работает надсмотрщиком на плантации Мериндж и использует Джерри для охраны негров. Мистер Хиггин подарил Джерри капитану корабля «Эренджи» Ван Хорну с условием возвратить собаку, если с ним что-либо случится. Корабль «Эренджи» занимался доставкой на остров Малаита так называемых «обратных» негров, проработавших согласно контракту три года на плантации. Во время остановки на острове Малаита корабль «Эренджи» подвергся атаке со стороны аборигенов, во время которой были убиты капитан Ван Хорн и шкипер Бокман, а Джерри был выкинут ударом пинка за борт корабля, который был разграблен и сожжён. В морской воде мальчик-абориген оглушил веслом Джерри и, связав ему ноги, оставил его на берегу. Позднее Джерри принесли в деревню, где вождь племени Башти решил использовать собаку для улучшения экстерьера местных собак. На Джерри  в племени наложено было табу, и он стал проживать среди его людей. Джерри вёл довольно спокойную жизнь до тех пор, пока местный колдун Агно не захотел использовать его для жертвоприношения. Чтобы преодолеть табу, запрещавшее трогать Джерри, колдун Агно науськал собаку на птицу мегапода, которая тоже обладала табу, и соблазнил выкопать яйца птицы, съесть которые готовился вождь Башти. Джерри был обнаружен на птичьем дворе вождём Башти, когда уже убивал четвёртую птицу. Мегапод обладал высшим, чем у Джерри табу, поэтому был отдан для жертвоприношения. Джерри был выкуплен старым слепым по имени Наласу. Один из сыновей Наласу убил Ао, который был членом рода Анно. Будучи зрячим Наласу убил главу этого семейства и поэтому ожидал кровной мести со стороны рода Анно. Для защиты от нападения Наласу приобрёл Джерри за свинью.
Через некоторое время деревня, в которой проживал Наласу, была разрушена бомбардировкой с палубы карательного корабля, мстившего за уничтожение корабля «Эренджи». Башти был готов к этому и эвакуировал племя, но Наласу погиб. Во время обстрела Джерри скрылся в джунглях. Пробыв в джунглях долгое время, Джерри стал искать какого-нибудь человека. Выйдя на берег моря, он обнаружил следы одного белого человека и следы нескольких чёрных. Увидев вдалеке корабль Джерри, подумав, что это «Эренджи», бросился в море, надеясь увидеть на борту корабля своего любимого капитана Ван Хорна. Джерри заметили на яхте «Ариель», которая совершала кругосветное путешествие. Мистер Гарлей Кеннан, схватив Джерри за загривок, затащил его на борт яхты. Лоцман Джонни, служивший на яхте, узнал Джерри и объявил, что это собака мистера Хаггина с острова Исабель. Позднее Яхта «Ариель» прибыла на гавань Тулаги, где на берегу острова Флориада проживал верховный комиссар, который будучи знаком с мистером Хаггином, узнал Джерри. Комиссар сообщил о находке Джерри мистеру Хаггину, который приплыл на остров Флорида с кобелём Майклом, который был братом Джерри. Состоялась встреча двух братьев — Джерри и Майкла. Через десять дней братьев разлучили. Джерри остался на яхте «Ариэль» с новой хозяйкой Виллой, а Майкл — на острове. Через несколько лет их ожидает новая встреча в Калифорнии.